# Acalolepta tincturata
Acalolepta tincturata là một loài bọ cánh cứng trong họ Cerambycidae.